# Magallat Kulliyat al-Adab bi-l-Gamiʿat Faruq al-Awwal
Die ägyptische Zeitschrift Maǧallat Kullīyat al-Ādāb bi-l-Ǧāmiʿat Fārūq al-Awwal (arabisch مجلة كلية الآداب بالجامعة فاروق الأول, DMG Maǧallat Kullīyat al-Ādāb bi-l-Ǧāmiʿat Fārūq al-Awwal, deutsch Bulletin der Philosophischen Fakultät der Universität Farouks I.) erschien als Nachfolger der Maǧallat Kullīyat al-Ādāb bi-l-Ǧāmiʿa al-Miṣrīya/Bulletin of the Faculty of Arts of the University of Egypt zwischen 1943 und 1972 an der Philosophischen Fakultät der Universität Alexandria. Die Universität Alexandria, ehemals Universität Farouks I., war als Ableger der Universität Kairo im Jahr 1938 gegründet worden.
Insgesamt wurden 11 Jahrgänge herausgegeben, die jeweils in unregelmäßigen Abständen meist einmal pro Jahr erschienen. Wie bei ihrem Vorgänger, der zwischen 1933 und 1942 an der Universität Kairo herausgegeben worden war, gab es eine Unterteilung in einen arabischen und einen europäischen Teil und somit die Veröffentlichung von arabisch-, englisch- und französischsprachigen Artikeln. Inhaltlich lag der Fokus einerseits auf historischen Ereignissen, zahlreichen Übersetzungen, der Untersuchung arabischer Gelehrter und ihren Schriften, Philosophie, Poesie sowie alte Sprachen. Andererseits spezialisierte sich die Zeitschrift auf diverse Themen, die speziell Ägypten betrafen, wie Geschichte, Kultur und gesellschaftliche Entwicklung.